# Peter James
 (juin 2019).
Si vous disposez d'ouvrages ou d'articles de référence ou si vous connaissez des sites web de qualité traitant du thème abordé ici, merci de compléter l'article en donnant les références utiles à sa vérifiabilité et en les liant à la section « Notes et références ».
Pour les articles homonymes, voir James.
Œuvres principales
- Série Roy Grace

Peter James, né le 22 août 1948 à Brighton, dans le comté du Sussex de l'Est, est un écrivain, scénariste et producteur de cinéma britannique, auteur de roman policier et de fantastique.

## Biographie
Fils de Cornelia James, gantière de la reine Élisabeth II, Peter James fait ses études à Charterhouse School et à la Ravensbourne Film School. Il passe ensuite plusieurs années aux États-Unis, où il travaille comme producteur de cinéma et comme scénariste. Certains de ses scénarios sont des adaptations de ses propres œuvres pour la télévision. Aujourd’hui, il vit à Ditchling, dans le Sussex de l'Ouest, et à Notting Hill, un quartier de Londres.
En littérature, à partir de 1981, il publie une trentaine de romans appartenant aux genres policier, fantastique et d'horreur, traduits en quelque 29 langues. À partir de 2005, il crée le commissaire Roy Grace de la police de Brighton pour une série policière d'une quinzaine de titres. Ses livres sont publiés en Grande Bretagne par Pan Books et en France par Les Éditions du Panama, Pocket, Bragelonne, Milady et J'ai lu.
Durant les années 1970, il participe à la production de plusieurs films, entre autres, à The Blockhouse (1973), avec Peter Sellers et Charles Aznavour, ainsi que Le Mort-vivant (Dead of Night), de Bob Clark, avec John Marley. En 2004, il est producteur exécutif du film Le Marchand de Venise (The Merchant of Venice) réalisé par Michael Radford, avec Al Pacino et Jeremy Irons. Il est également propriétaire d'une société de production en Grande-Bretagne.

## Prix
- Sitges International Horror Film Festival, meilleur film étranger pour Dead of Night en 1974.
- Krimi-Blitz, meilleur auteur de roman policier en Allemagne en 2005.
- 1er Prix Polar, catégorie Prix Polar International, du 11e Salon Polar & Co de Cognac en 2006 pour Comme une tombe.
- Prix Cœur Noir au Festival Polar dans la Ville de Saint-Quentin-en-Yvelines en 2007.
- Finaliste du Prix SNCF du polar pour La Mort leur va si bien en 2007.

## Œuvre littéraire

### Romans

#### SérieRoy Grace
1. Comme une tombe, Panama, 2006 ((en) Dead Simple, 2005), trad. Raphaëlle Dedourge  (ISBN 2-7557-0082-3)Réédition, Pocket, coll. « Thriller » no 12876, 2007 (ISBN 978-2-266-15873-2)
2. La Mort leur va si bien, Panama, 2007 ((en) Looking Good Dead, 2006), trad. Raphaëlle Dedourge  (ISBN 978-2-7557-0173-9)Réédition, Pocket, coll. « Thriller » no 13419, 2008 (ISBN 978-2-266-17552-4)
3. Mort, ou presque, Panama, 2008 ((en) Not Dead Enough, 2007), trad. Raphaëlle Dedourge  (ISBN 978-2-7557-0295-8)Réédition, Pocket, coll. « Thriller » no 13674, 2009 (ISBN 978-2-266-18235-5)
4. Tu ne m'oublieras jamais, Fleuve noir, 2010 ((en) Dead Man's Footsteps, 2008), trad. Raphaëlle Dedourge  (ISBN 978-2-265-08875-7)Réédition, Pocket, coll. « Thriller » no 14590, 2011 (ISBN 978-2-266-21166-6)
5. La Mort n'attend pas, Fleuve noir, 2011 ((en) Dead Tomorrow, 2009), trad. Raphaëlle Dedourge  (ISBN 978-2-265-08876-4)Réédition, Pocket, coll. « Thriller » no 15075, 2012 (ISBN 978-2-266-22752-0)
6. À deux pas de la mort, Fleuve noir, 2012 ((en) Dead Like You, 2010), trad. Raphaëlle Dedourge  (ISBN 978-2-265-09338-6)Réédition, Pocket, coll. « Thriller » no 15359, 2013 (ISBN 978-2-266-23412-2)
7. Aux prises avec la mort, Fleuve noir, 2013 ((en) Dead Man's Grip, 2011), trad. Raphaëlle Dedourge  (ISBN 978-2-265-09627-1)Réédition, Pocket, coll. « Thriller » no 15847, 2014 (ISBN 978-2-266-24636-1)
8. Que ta chute soit lente, Fleuve noir, 2014 ((en) Not Dead Yet, 2012), trad. Raphaëlle Dedourge  (ISBN 978-2-265-09764-3)Réédition, Pocket, coll. « Thriller » no 16311, 2015 (ISBN 978-2-266-25864-7)
9. Que sonne l'heure, Fleuve noir, 2015 ((en) Dead Man's Time, 2013), trad. Raphaëlle Dedourge  (ISBN 978-2-265-09891-6)Réédition, Pocket, coll. « Thriller » no 16603, 2016 (ISBN 978-2-266-26795-3)
10. Pour l'éternité, Fleuve noir, 2016 ((en) Want You Dead, 2014), trad. Raphaëlle Dedourge  (ISBN 978-2-265-09904-3)Réédition, Pocket, coll. « Thriller » no 16912, 2017 (ISBN 978-2-266-27531-6)
11. Lettres de chair, Fleuve noir, 2017 ((en) You Are Dead, 2015), trad. Raphaëlle Dedourge  (ISBN 978-2-265-11611-5)Réédition, Pocket, coll. « Thriller » no 17190, 2018 (ISBN 978-2-266-28498-1)
12. Toucher mortel, Fleuve noir, 2018 ((en) Love You Dead, 2016), trad. Raphaëlle Dedourge  (ISBN 978-2-265-11693-1)Réédition, Pocket, coll. « Thriller » no 17536, 2019 (ISBN 978-2-266-29298-6)
13. La Mort de Lorna Belling, Fleuve noir, 2021 ((en) Need You Dead, 2017), trad. Raphaëlle Dedourge  (ISBN 978-2-265-14403-3)Réédition, Pocket, coll. « Thriller » no 17536, 2022 (ISBN 978-2-266-32483-0)
14. Chaque seconde compte, Fleuve noir, 2023 ((en) Dead If You Don't, 2018), trad. Raphaëlle Dedourge et Maït Foulkes  (ISBN 978-2-265-14404-0)
15. Mort au premier regard, Fleuve noir, 2023 ((en) Dead At First Sight, 2019), trad. Maït Foulkes  (ISBN 978-2-265-15563-3)
16. Sous pression, Fleuve noir, 2025 ((en) Find Them Dead, 2020), trad. Maït Foulkes  (ISBN 978-2-265-15564-0)
17. (en) Left You Dead, 2021
18. (en) Wish You Were Dead, 2021
19. (en) Picture You Dead, 2022
20. (en) Stop Them Dead, 2023
21. (en) They Thought I Was Dead, 2024
22. (en) One of Us is Dead, 2024

Nouvelles
- Juste à temps in Face à Face, Fleuve Noir, collection 12/21, 2020 (Face Off, 2014), Policier, Thriller, trad. Maxime Berrée  (ISBN 2265154709)Écrit avec Ian Rankin. Anthologie réunie par David Baldacci - 11 nouvelles rédigées par des équipes de deux à trois auteurs.

#### SérieCold Hill
1. La Maison des oubliés, Fleuve noir, 2019 ((en) The House on Cold Hill, 2015), trad. Raphaëlle Dedourge  (ISBN 978-2-265-11714-3)Réédition, Pocket, coll. « Thriller » no 17940, 2020 (ISBN 978-2-266-30855-7)
2. 47, allée du lac, Fleuve noir, 2022 ((en) The Secret of Cold Hill, 2019), trad. Maït Foulkes  (ISBN 978-2-265-15565-7)

#### Romans indépendants
- (en) Dead Letter Drop, 1981
- (en) Atom Bomb Angel, 1982
- (en) Billionaire, 1983
- (en) Traveling Man, 1984
- (en) Down Under, 1985
- (en) Biggles: The Untold Story, 1986
- Possession, J'ai lu, coll. « Épouvante » no 2720, 1989 ((en) Possession, 1988), trad. Jean-Pierre Pugi  (ISBN 2-277-22720-X)Réédition, Milady, 2008 (ISBN 978-2-8112-0025-1) ; réédition, Bragelonne, coll. « L'Ombre », 2014 (ISBN 979-10-281-0094-0)
- Rêves mortels, J'ai lu, coll. « Épouvante » no 3020, 1991 ((en) Dreamer, 1989), trad. Jazenne Tanzac  (ISBN 2-277-23020-0)Réédition, Milady, 2009 (ISBN 978-2-8112-0243-9) ; réédition, Bragelonne, coll. « L'Ombre », 2014 (ISBN 979-10-281-0092-6)
- Hypnose, Bragelonne, coll. « L'Ombre », 2011 ((en) Sweet Heart, 1990), trad. Benoît Domis  (ISBN 978-2-35294-485-0)Réédition, Milady, 2013 (ISBN 978-2-8112-1035-9)
- Bruit de tombes, J'ai lu, coll. « Épouvante » no 4157, 1996 ((en) Twilight, 1991), trad. Isabelle St-Martin  (ISBN 2-277-24157-1)Réédition sous le titre Mort imminente, Milady, 2009 (ISBN 978-2-8112-0110-4)
- Prophétie, J'ai lu, coll. « Épouvante » no 3815, 1994 ((en) Prophecy, 1992), trad. Iawa Tate  (ISBN 2-277-23815-5)Réédition, Milady, 2009 (ISBN 978-2-8112-0172-2)
- Morte en mémoire vive, J'ai lu, coll. « Épouvante » no 4280, 1996 ((en) Host, 1993), trad. Michel Deutsch  (ISBN 2-290-04280-3)Réédition, Milady, 2014 (ISBN 978-2-8112-1228-5)
- Alchimiste, Bragelonne, coll. « L'Ombre », 2009 ((en) Alchemist, 1996), trad. Colette Carrière  (ISBN 978-2-35294-294-8)Réédition, Milady, 2011 (ISBN 978-2-8112-0554-6)
- (en) Getting Wired, 1996
- Deuil, Bragelonne, coll. « L'Ombre », 2010 ((en) Denial, 1996), trad. Benoît Domis  (ISBN 978-2-35294-414-0)Réédition, Milady, 2012 (ISBN 978-2-8112-0829-5)
- Vérité, Albin Michel, coll. « Spécial suspense », 1999 ((en) The Truth, 1997), trad. François Lasquin  (ISBN 2-226-10902-1)Réédition, LGF, coll. « Le Livre de poche » no 17204, 2001 (ISBN 2-253-17204-9). Réédition, Milady, 2010 (ISBN 978-2-8112-0413-6)
- Faith, Bragelonne, coll. « L'Ombre », 2009 ((en) Faith, 2000), trad. Nenad Savic  (ISBN 978-2-35294-354-9)Réédition, Milady, 2011 (ISBN 978-2-8112-0749-6)
- Le Crime parfait, Pocket no 15004, 2013 ((en) The Perfect Murder, 2010), trad. Raphaëlle Dedourge  (ISBN 978-2-266-22413-0)
- (en) No Rest for the Dead, 2011Roman collectif
- Des enfants trop parfaits, Fleuve noir, 2014 ((en) Perfect People, 2011), trad. Raphaëlle Dedourge  (ISBN 978-2-265-09480-2)Réédition, Pocket, coll. « Thriller » no 16927, 2015 (ISBN 978-2-266-25852-4)
- La Preuve ultime, Fleuve noir, 2020 ((en) Absolute Proof, 2018), trad. Raphaëlle Dedourge  (ISBN 978-2-265-14405-7)Réédition, Pocket, coll. « Thriller » no 18271, 2021 (ISBN 978-2-266-31706-1)
- Tu seras mienne, Fleuve noir, 2024 ((en) I Follow You, 2020), trad. Maït Foulkes  (ISBN 978-2265155664)

### Recueils de nouvelles
- (en) Short Shockers: Collection One, 2013
- (en) Short Shockers: Collection Two, 2013
- (en) A Twist of the Knife, 2014

### Nouvelles isolées
- (en) Christmas Is for the Kids, 2011
- (en) In the Nick of Time: John Rebus vs. Roy Grace, 2014Écrit avec Ian Rankin.